# 汪东林
汪东林（1938年—），笔名郑直淑，男，浙江江山人，中国传记文学作家，曾任《人民政协报》新闻部主任、副总编辑，第八、九届全国政协委员。